# Clube Atlético de Molelos
O Clube Atlético de Molelos é um clube desportivo português, localizado na localidade de Vale da Pata, freguesia de  Molelos, concelho de Tondela, distrito de Viseu.

## História
O clube foi fundado em 1942 e o seu actual presidente chama-se José de Matos Ferreira. Este clube já disputou há cerca de 30 anos o campeonato nacional da 3ª divisão.
Actualmente compete no esclão de Seniores, na Divisão de Honra da Associação de Futebol de Viseu. Tem ainda os escalões de Juniores A, Juniores B, Juniores C e Juniores D.
Na actualidade conta com a modalidade de Andebol trazendo mais representatividade ao clube, quer ao nível regional quer ao nível nacional participando com escalões Manitas (concentrações locais), Infantis, Iniciados, Juvenis e Juniores (Campeonatos Regionais AA Viseu).

## Ligas
- 2004- 2005 - 2º divisão da Associação de Futebol de Viseu, campeão, ascendeu à 1ª divisão.
- 2005- 2006 - 1ª divisão da Associação de Futebol de Viseu (15º lugar, 25 pts), despromovido para a 2ª divisão distrital.
- 2006- 2007 - 2ª divisão da Associação de Futebol de Viseu.
- 2006- 2007 - juvenis sagrão-se campeôes de serie, mas não passando na fase final...
- 2007-2008 - Campeão da 1ª Divisão Distrital de Seniores

## Campo de Jogos
Campo Vale da Pata, Relvado Sintético (Inaugurado dia 20 de Setembro de 2009).

## Marca do equipamento desportivo
A equipa de futebol utiliza equipamento da marca Joma

## Patrocínio
A equipa de futebol tem o patrocínio de Construções Longra